# Grève des transports en commun de New York en 2005

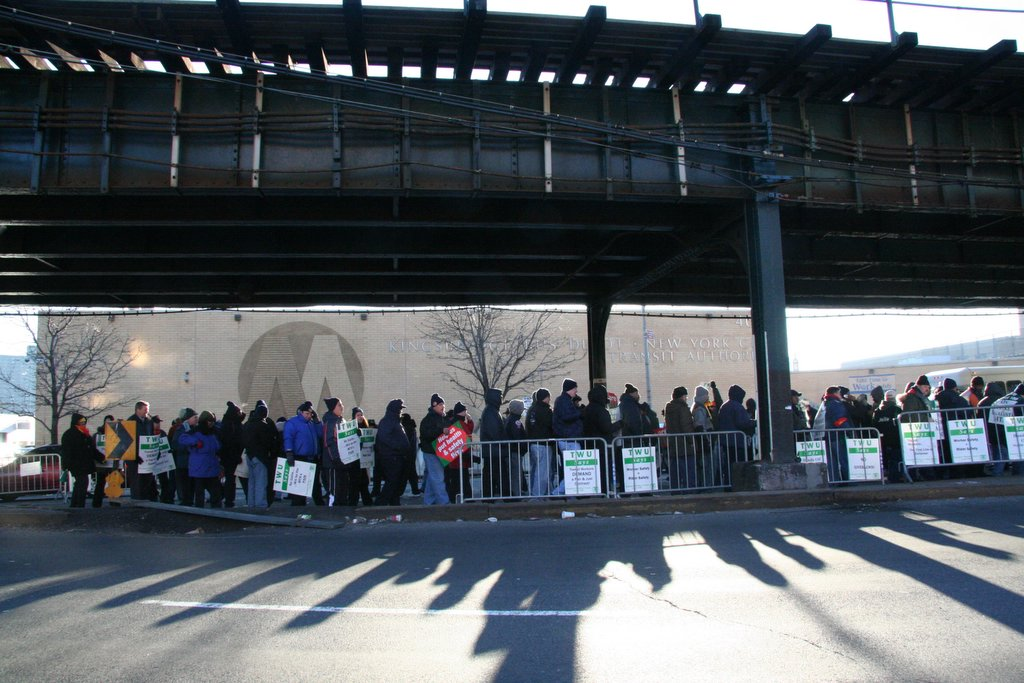
Piquet de grève à la 207th Street Yard devant le dépôt de bus de Kingsbridge

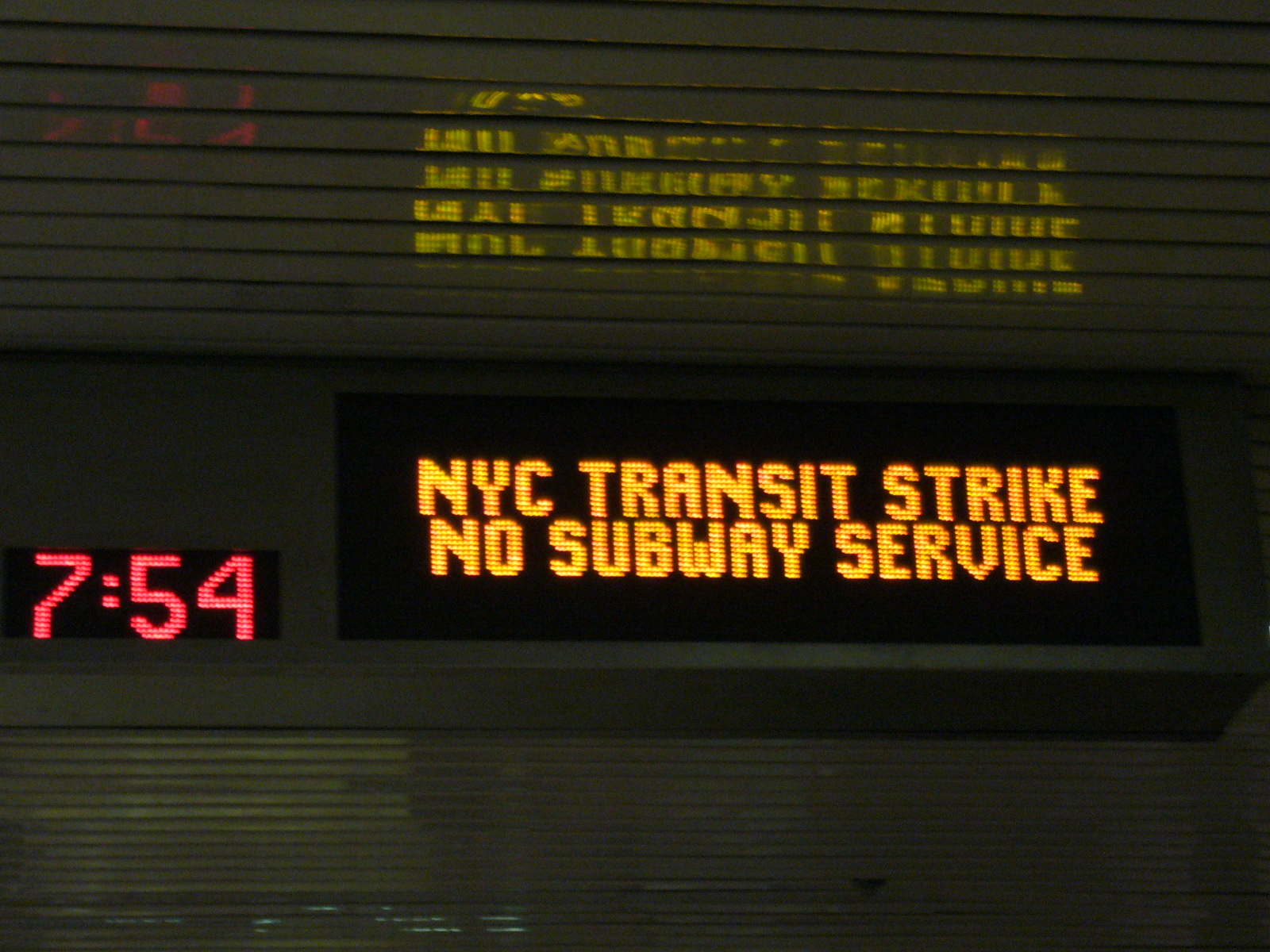
Panneau d'information du métro

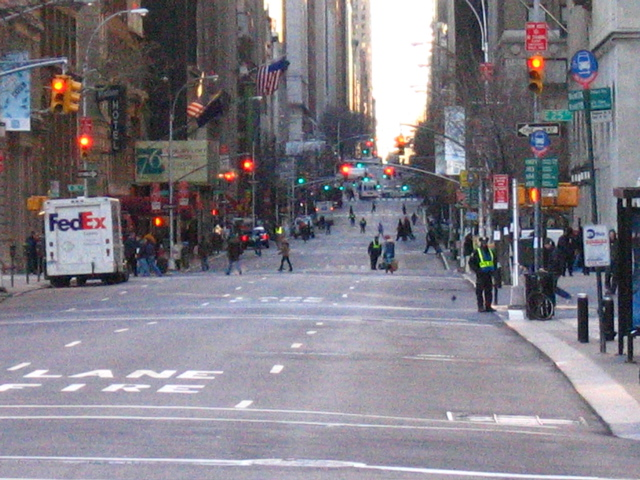
Madison Avenue, une des voies fermées à la circulation pendant la grève et réservée aux véhicules d'urgence

Du 20 au 23 décembre 2005, pour la première fois depuis 25 ans, la grève des employés de bus et du métro paralysa les transports en commun new-yorkais. Les grèves précédentes avaient eu lieu en 1966 (12 jours) et 1980 (11 jours).
Elle débuta à la suite de l'appel à la grève du syndicat des transports en commun, la Transport Workers Union (TWU) qui rejeta une offre de la Metropolitan Transportation Authority (MTA), l'autorité des transports métropolitains de New York, le 19 décembre peu avant minuit.
La loi sur les services publics de l'État de New York, le  Public Employees Fair Employment Act ou « loi Taylor » (article 14 de la New York State Civil Service Law, 1er septembre 1967), interdit la grève dans les services publics. En application de cette loi, le juge Theodore Jones a décidé mardi après-midi que le syndicat devait payer une amende d'un million de dollars par jour de grève ; outre la perte de leur salaire, les grévistes doivent de plus payer une amende équivalente à un jour de salaire par jour chômé (donc une perte de revenus de deux jours de salaire par jour chômé).
Cette grève a été déclenchée à la suite de l'échec des négociations sur la nouvelle convention collective entre le TWU et la MTA, l'ancienne convention ayant pris fin le 16 décembre.
Selon le Bureau of Labor Statistics (Bureau des statistiques de l'emploi), le salaire annuel moyen des travailleurs du transport à New York est de 36 310 USD par an (env. 30 800 EUR par an au jour dit) alors que le salaire annuel moyen à New-York est de 49 670 USD (env. 42 100 EUR). 
| Salaires moyens MTA          |                         |
| Opérateur de bus ou de métro | 63 000 USD (53 400 EUR) |
| Conducteur de métro          | 54 000 USD (45 800 EUR) |
| Agent de station             | 51 000 USD (43 200 EUR) |
| Nettoyeur                    | 40 000 USD (33 900 EUR) |

(Les salaires sont bruts et heures supplémentaires comprises ; les employeurs ne payant pas de cotisation sociale, les employés doivent se payer des assurances privées pour l'assurance maladie, l'assurance chômage et la retraite.)
La MTA proposait une augmentation de 3 % la première année, 4 % la deuxième et 3,5 % la troisième année ; il exigeait également le relèvement de l'âge de la retraite de 55 à 62 ans, ainsi que le prélèvement de 1 % du salaire pour l'assurance maladie pour les nouveaux employés et un relèvement de 2 à 6 % de la cotisation pour la retraite.
Le TWU exigeait pour tous les employés l'abandon du relèvement de l'âge de la retraite et des cotisations, ainsi qu'une augmentation de 8 % par an sur trois ans, une réévaluation de l'indemnité de maternité et un financement pour la maintenance des stations.
Pour éviter une surcharge du trafic routier, un plan d'urgence a été mis en place, en particulier à Manhattan. Certaines routes ne sont accessibles qu'aux véhicules pratiquant le covoiturage (high-occupancy vehicle, HOV). Les taxis pratiquent des tarifs par zone (Manhattan est divisée en 16 zones). Les écoles commencent les cours avec deux heures de retard.
Le 20 janvier 2006, les membres du syndicat refusèrent l'entente de principe que leur proposaient d'accepter leurs dirigeants syndicaux par sept voix sur un total de 22 461 votes au grand dam du président Roger Toussaint.